# 이석순
이석순(李錫順)은 조선시대의 판소리 명창이다. 경기도 안산에서 태어났으며, 김제철, 신만엽과 동배이다. 춘향가를 잘하였으며, 그의 더늠은 진양 우조로 부르는 춘향방사면벽도이다.